# Pierre Niney
Pierre Niney (Boulogne-Billancourt, 13 maart 1989) is een Franse acteur, scenarioschrijver en film- en toneelregisseur. 

## Leven en werk

### Afkomst en opleiding
Hij is de zoon van François Niney, een filosoof en filmcriticus die lesgaf aan de École normale supérieure en aan La Fémis en artikels schreef voor Cahiers du cinéma. Zijn moeder is auteur van boeken over creatieve hobby's.
Niney had al van jongs af aan de toneelmicrobe te pakken. Op zijn elfde stond hij al op de planken. Hij volgde gedurende twee jaar les aan de Cours Florent. In 2011 begon hij ook lessen te volgen aan het Conservatoire national supérieur d'art dramatique.

### Film

#### Beginjaren
Robert Guédiguian gaf de piepjonge Niney een kleine bijrol in het historisch oorlogsdrama L'Armée du crime (2009) en in het drama Les Neiges du Kilimandjaro (2011).
In de romantische komedie Les Émotifs anonymes (2010), een bescheiden succes voor regisseur Jean-Pierre Améris, speelde Niney een leerjongen bij een chocolatier. Na de thriller L'Autre Monde (2010) schakelde hij al vlug over op hoofdrollen. 

#### Erkenning
Niney verkreeg zijn eerste echt belangrijke hoofdrol in de romantische komedie J'aime regarder les filles (2011). Hij vertolkte een student van bescheiden afkomst uit de provincie die dolverliefd wordt op een studente afkomstig uit de gegoede Parijse burgerij. In de komedie Comme des frères (2012) speelde hij de jongste van drie mannen, elk van een andere generatie, die niets gemeenschappelijk hebben behalve hun relatie (van broer, vriend, minnaar) met een overleden jonge vrouw. Om gevolg te geven aan haar wens reizen ze samen met de auto naar haar geliefd huis op Corsica. Voor deze rollen viel hem telkens een nominatie voor de César voor de meest beloftevolle acteur te beurt.
In 2013 werd Niney gecast als adolescent die een relatie heeft met een late dertigster in de gunstig onthaalde romantische komedie 20 ans d'écart.

#### Volle ontplooiing
In 2014 werd zijn acteertalent nog meer erkend: hij won de César voor beste acteur voor zijn titelrol in de biopic Yves Saint Laurent waarin hij de beroemde Franse modeontwerper belichaamde. Hij werd meteen de allerjongste winnaar van deze prestigieuze filmprijs.
In het aangrijpend vlak na de Eerste Wereldoorlog gesitueerd en in zwart-wit opgenomen drama Frantz (2016) zette Niney een door wroeging gekwelde Franse soldaat neer die de familie van de Duitse soldaat die hij neerschoot gaat (op)zoeken. Zijn acteerprestatie bezorgde hem een tweede nominatie voor de César voor beste acteur. Datzelfde jaar was hij te zien in de avontuurlijke biopic L'Odyssée, een bescheiden succes. Niney gaf er gestalte aan Philippe Cousteau, de jongste zoon van 'commandant' Jacques-Yves Cousteau, die zijn vaders carrière een ecologische wending gaf. 
Het biografisch drama La Promesse de l'aube (2017) gaf hem de gelegenheid in de huid te kruipen van Romain Gary. In 2018 werd hij in het drama Sauver ou périr gecast als een jonge, pas gehuwde en gepromoveerde brandweerofficier die zich opoffert om het leven van enkele van zijn mannen te redden. Beide films werden door het publiek en de kritiek gunstig onthaald.
Hij bewees zijn veelzijdigheid in de thrillers Boîte noire en Amants, beiden uit 2021. 
Datzelfde jaar behaalde hij zijn grootste commercieel succes tot nog toe (samen met Yves Saint Laurent): in de komische spionagefilm OSS 117 : Alerte rouge en Afrique noire, naar de boekenreeks OSS 117, speelde hij een geheim agent naast zijn collega Jean Dujardin die hem te hulp moet snellen.
Net als in Sauver ou périr overkomt hem in de tragikomedie Mascarade  (2022) een ernstig ongeval die zijn leven een andere wending geeft.

#### Samenwerkingen
Zijn veelzijdig acteertalent, zijn bereidheid om zijn rollen grondig tot in de perfectie voor te bereiden, zijn jeugdige schoonheid, ranke en rijzige gestalte en elegante en sierlijke verschijning openden vele deuren. In de loop van zijn filmcarrière deden heel wat jonge regisseurs een beroep op hem. Zo werkte Niney al meerdere keren samen met Yann Gozlan, Frédéric Tellier en Nicolas Bedos. Dat belette hem niet ook mee te werken aan films van gevestigde waarden zoals Cédric Klapisch, François Ozon en Nicole Garcia.
Hij deelde de affiche zowel met generatiegenoten (Ana Girardot, Paula Beer, Anaïs Demoustier, Stacy Martin, Marine Vacth) als met rijpere en meer ervaren actrices (Virginie Efira, Audrey Tautou, Charlotte Gainsbourg, Emmanuelle Bercot, Isabelle Adjani) en acteurs (Lambert Wilson, Jean Dujardin, Benoît Magimel, Guillaume Gallienne, Gilles Lellouche).

### Toneel
Tussen 2007 en 2010 deed Niney ervaring op, voornamelijk in zalen buiten Parijs. In 2010 werd hij de jongste 'pensionnaire' ooit van de Comédie-Française. Hij acteerde in stukken van vooral Franse toneelschrijvers als Racine, Marivaux, Georges Feydeau en Eugène Labiche. Hij speelde ook mee in Driestuiversopera (Brecht) en in De vrolijke vrouwtjes van Windsor (Shakespeare). Begin 2015 maakte hij een einde aan zijn carrière bij de Comédie-Française.

### Privéleven
Sinds 2008 heeft Niney een relatie met de Australische actrice en fotografe Natasha Andrews. Ze hebben twee dochters.

## Filmografie
- 2008: Nos 18 ans (Frédéric Berthe)
- 2009: LOL (Lisa Azuelos)
- 2009: L'Armée du crime (Robert Guédiguian)
- 2009: Réfractaire (Nicolas Steil)
- 2010: Les Émotifs anonymes (Jean-Pierre Améris)
- 2010: L'Autre Monde (Gilles Marchand)
- 2011: Les Neiges du Kilimandjaro (Robert Guédiguian)
- 2011: J'aime regarder les filles (Frédéric Louf)
- 2012: Comme des frères (Hugo Gélin)
- 2013: 20 ans d'écart (David Moreau)
- 2014: Yves Saint Laurent (Jalil Lespert)
- 2015: Un Homme idéal (Yann Gozlan)
- 2016: Five (Igor Gotesman)
- 2016: Altamira (Hugh Hudson)
- 2016: Frantz (François Ozon)
- 2016: L'Odyssée (Jérôme Salle)
- 2017: La Promesse de l'aube (Éric Barbier)
- 2018: Sauver ou périr (Frédéric Tellier)
- 2019: Deux moi (Cédric Klapisch)
- 2021: OSS 117 : Alerte rouge en Afrique noire (Nicolas Bedos)
- 2021: Boîte noire (Yann Gozlan)
- 2021: Amants (Nicole Garcia)
- 2022: Goliath (Frédéric Tellier)
- 2022: Mascarade (Nicolas Bedos)
- 2024: Le Comte de Monte-Cristo (Matthieu Delaporte en Alexandre de La Patellière)

## Prijzen en nominaties

### Prijzen (selectie)
- 2014 - Yves Saint Laurent: Patrick Dewaereprijs
- 2015 - Yves Saint Laurent: César voor beste acteur

### Nominaties
- 2012 - Comme des frères: Patrick Dewaereprijs
- 2012 - J'aime regarder les filles: César voor de meest beloftevolle acteur
- 2013 - Comme des frères: César voor de meest beloftevolle acteur
- 2017 - Frantz: César voor beste acteur
- 2022 - Boîte noire: César voor beste acteur